# Варшкувко
Варшкувко (пол. Warszkówko) — село в Польщі, у гміні Славно Славенського повіту Західнопоморського воєводства.
Населення — 190 осіб (2011).
У 1975-1998 роках село належало до Слупського воєводства.

## Демографія
Демографічна структура станом на 31 березня 2011 року:
|          | Загалом | Допрацездатний вік | Працездатний вік | Постпрацездатний вік |
| -------- | ------- | ------------------ | ---------------- | -------------------- |
| Чоловіки | 98      | 23                 | 64               | 11                   |
| Жінки    | 92      | 29                 | 47               | 16                   |
| Разом    | 190     | 52                 | 111              | 27                   |